# Connecterra

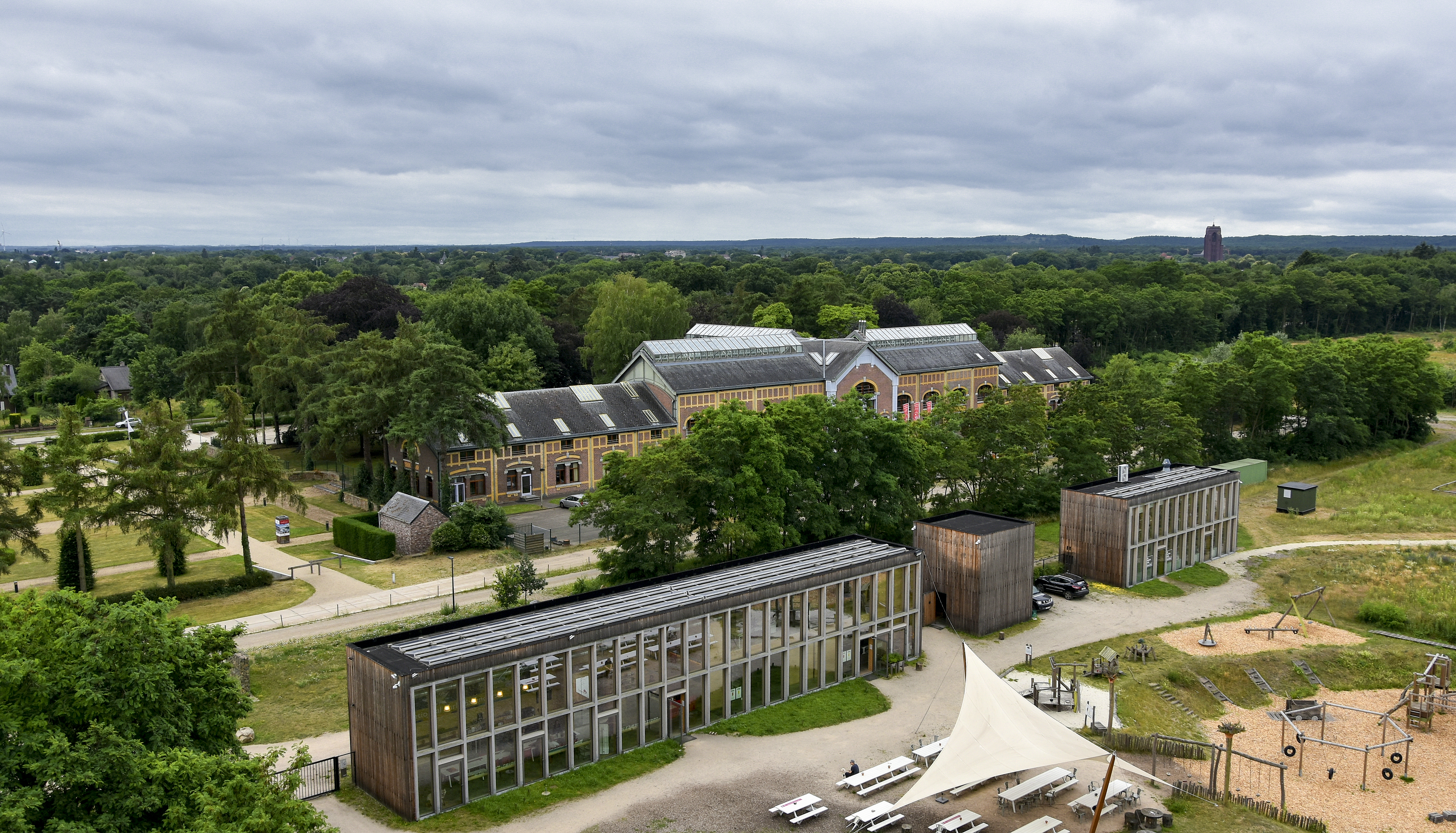
De hoofdtoegangspoort van het Nationaal Park Hoge Kempen vanaf een schachtbok van de voormalige steenkoolmijn van Eisden

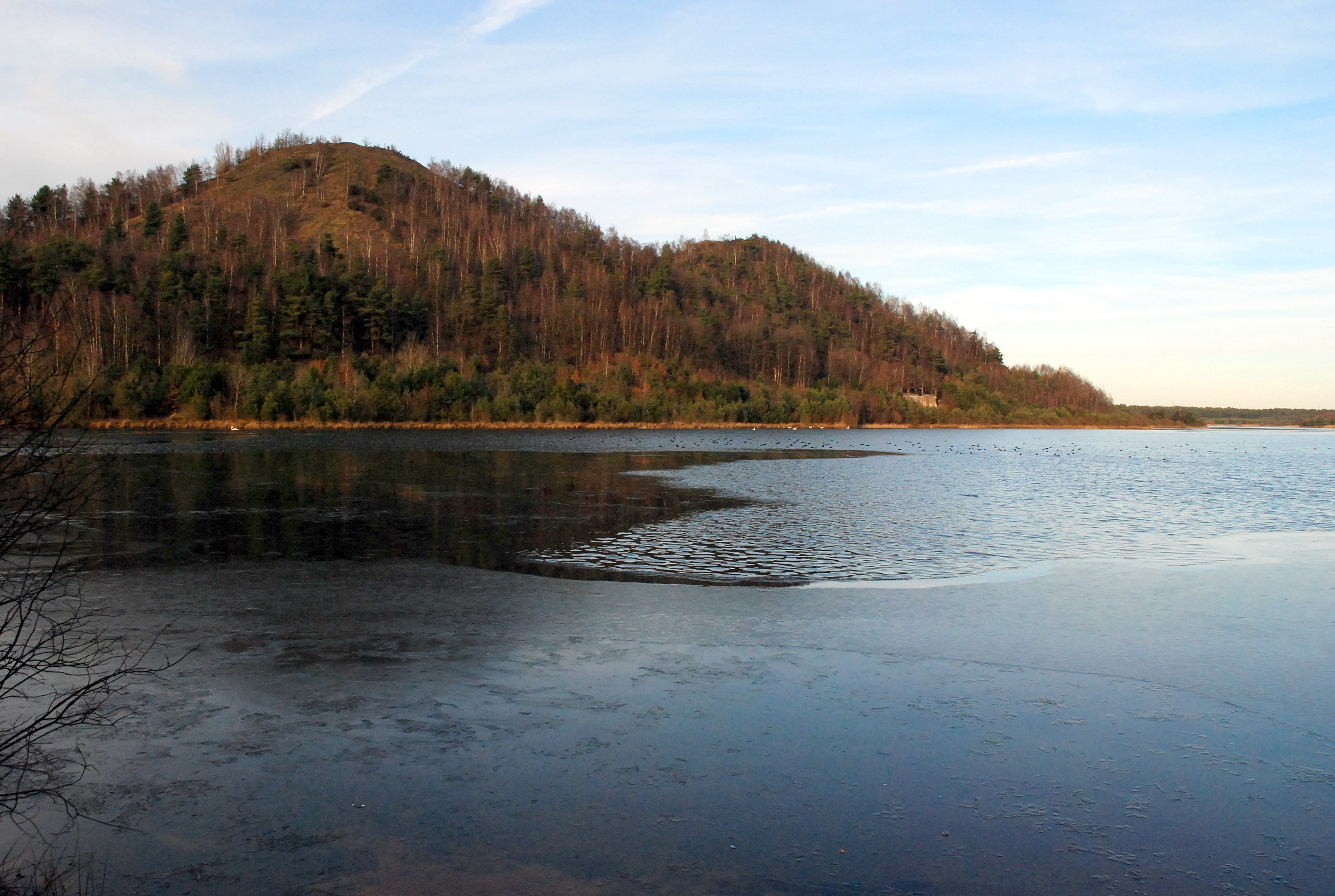
Terrils en plassen in Connecterra

Connecterra was aanvankelijk de naam voor het gebied op de grens tussen de gemeenten Maasmechelen en Dilsen-Stokkem waar onder meer de hoofdpoort naar het Nationaal Park Hoge Kempen gepland was. Connecterra verwijst naar verbinden (Connect) met de aarde (Terra). De naam voor dit gebied is ondertussen gewijzigd in Terhills, benaming voor een groter geheel, het voormalige mijnterrein, eigendom van de Limburgse Reconversiemaatschappij.
Het voormalige Connecterra is planologisch ingekleurd als recreatiegebied, een deel van de site waar tot 1987 de steenkoolmijn van Eisden gevestigd was, waar ook het outlet center Maasmechelen Village ligt. Terhills omvat naast de hoofdpoort van het nationale park een hotel, een outdoor waterpark, een bungalowpark, een KMO-zone, parkeerterreinen en evenementenzone. Het gebied grenst aan het nationale park maar maakt er geen deel van uit. Om een natuurlijke verbinding te garanderen naar de Maasvallei wordt een ecologische corridor voorzien die het gebied oostwaarts, richting Maas, vrij houdt. Het totale Terhills-gebied was eerder bekend als Recreatiedomein Maasvallei.
Omdat het gebied na de sluiting van de mijn in 1987 werd gesaneerd en de natuur daarna jarenlang redelijk vrij haar gang kon gaan, is Connecterra een thuis geworden voor diverse vlindersoorten en planten. Het gebied omvat twee schachtbokken, drie begroeide mijnterrils, uitgestrekte waterplassen, moerasachtig gebied, kreken en bospercelen. In het gebied zijn vier bewegwijzerde wandelroutes uitgezet. De wandelingen variëren van 1,4 km tot 10,9 km. Het hele gebied is omheind en er gelden openingstijden. In het verleden werd een kleine financiële bijdrage aan bezoekers gevraagd.
Na de opening van Connecterra medio 2013 werd het gebied verder uitgebouwd volgens het masterplan ontworpen door architectenbureau De Gregorio. Het bezoekerscentrum werd op 4 april 2014 geopend. Overdekte voorzieningen, ruimte voor natuurwetenschappelijk onderzoek in samenwerking met de Universiteit Hasselt is gerealiseerd en congresfaciliteiten zullen volgen.